# 게수마 포파나
게수마 포파나(아랍어: غاسوما فوفانا, 프랑스어: Guessouma Fofana, 1992년 12월 17일 ~ )는 키프로스 1부 리그의 독사 카토코피아스에서 미드필더로 활약하고 있는 모리타니의 프로 축구 선수이다. 그는 모리타니를 대표하는 국가대표 선수이다.

## 구단 경력
2018년 8월, 포파나는 3년 계약으로 EA 갱강에 합류했다. 아미앵에게 지불된 이적료는 100만 유로로 추정되었다. 2019년 여름 이적 시장이 끝나자, 그는 리그 2로 새롭게 승격한 르망으로 임대 이적했다.
2023년 9월 17일, 포파나는 키프로스 1부 리그의 독소 카토코피아스로 이적했다.

## 국가대표팀 경력
포파나는 2021년 11월 잠비아 및 적도 기니와의 2022년 FIFA 월드컵 예선 전에서 모리타니 국가대표팀에 차출되었다. 그는 2021년 11월 16일, 1-1로 비긴 적도 기니와의 경기에서 모리타니 국가대표팀에 데뷔했다.